# Oshere
Oshere (... – VII secolo) è stato re di Hwicce.
Forse regnò col suo presunto fratello Osric e, forse dopo Osric, con Æthelmod, Æthelheard, Æthelweard, Æthelberht e Æthelric. Sarebbe ancora stato sul trono nel 693.
| Controllo di autorità | VIAF (EN) 1157770099548662948 · GND (DE) 1202074960 |